# Adras

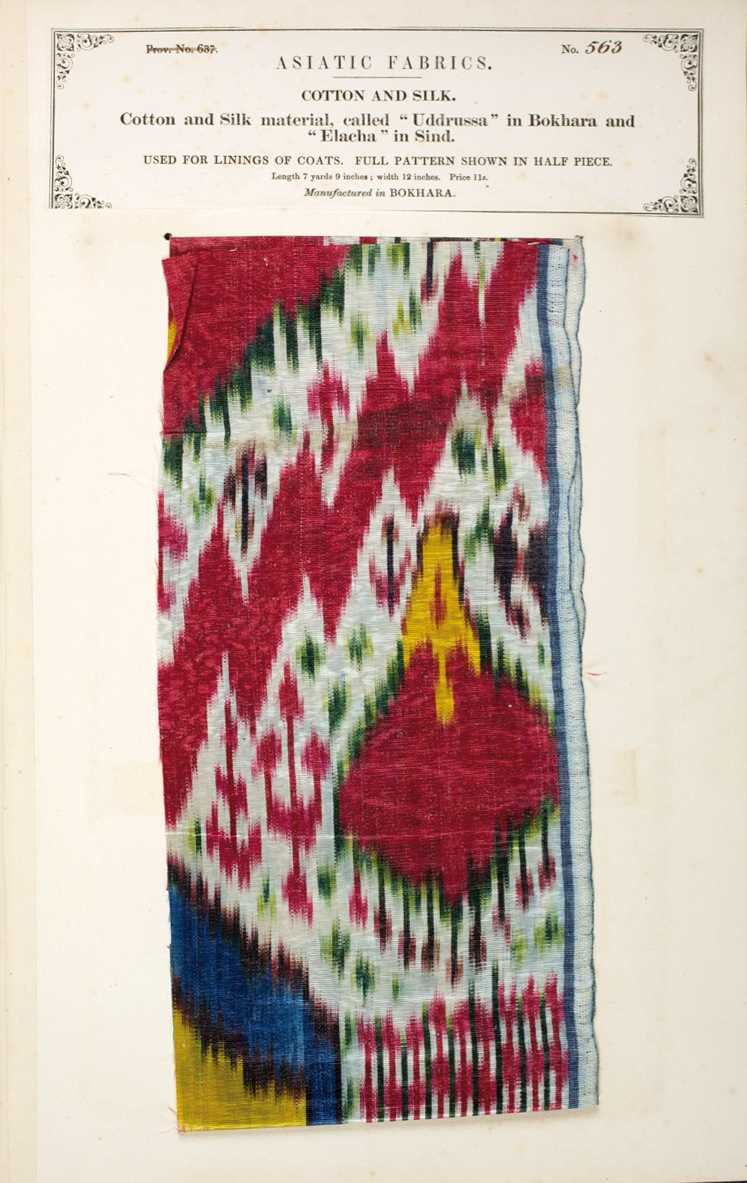
Ein Adras-Stoff auch Buchara, aus The Textile Manufactures of India, 1866

Adras (tadsch. адрас), auch Podshoyi, ist ein traditionelles Ikat-Gewebe aus Usbekistan und Tadschikistan, dessen gefärbte Kette aus Seide, der ungefärbte Schussfaden aus Baumwolle besteht. Seit 2023 steht es auf der UNESCO-Liste des immateriellen Kulturerbes der Menschheit.

## Beschreibung

### Material
Die Herstellung von Adras entspricht derjenigen von traditionellen Seidenstoffen in Atlasbindung, kurz Atlas genannt. Adras ist durch den Schussfaden aus Baumwolle jedoch weicher als Atlas und wird daher häufig zur Herstellung von Kleidung, Kissen, Decken und sonstigen Heimtextilien verwendet.
Bis in die 1970er Jahre wurden Pflanzenfarbstoffe verwendet, etwa Krapp, Granatapfelschale, Blütenknospen der Sophora japonica, Malve, Indigo und Karmin. Später wurden auch Anilin- und andere synthetische Farbstoffe verwendet und so die Farben Violett, Türkis, Rosa, Grün und Schwarz eingeführt.
Adras wird von Hand hergestellt und hat eine Breite von 32 bis 55 Zentimetern, da eine größere Breite auf den verwendeten Webstühlen nicht möglich ist.

### Muster

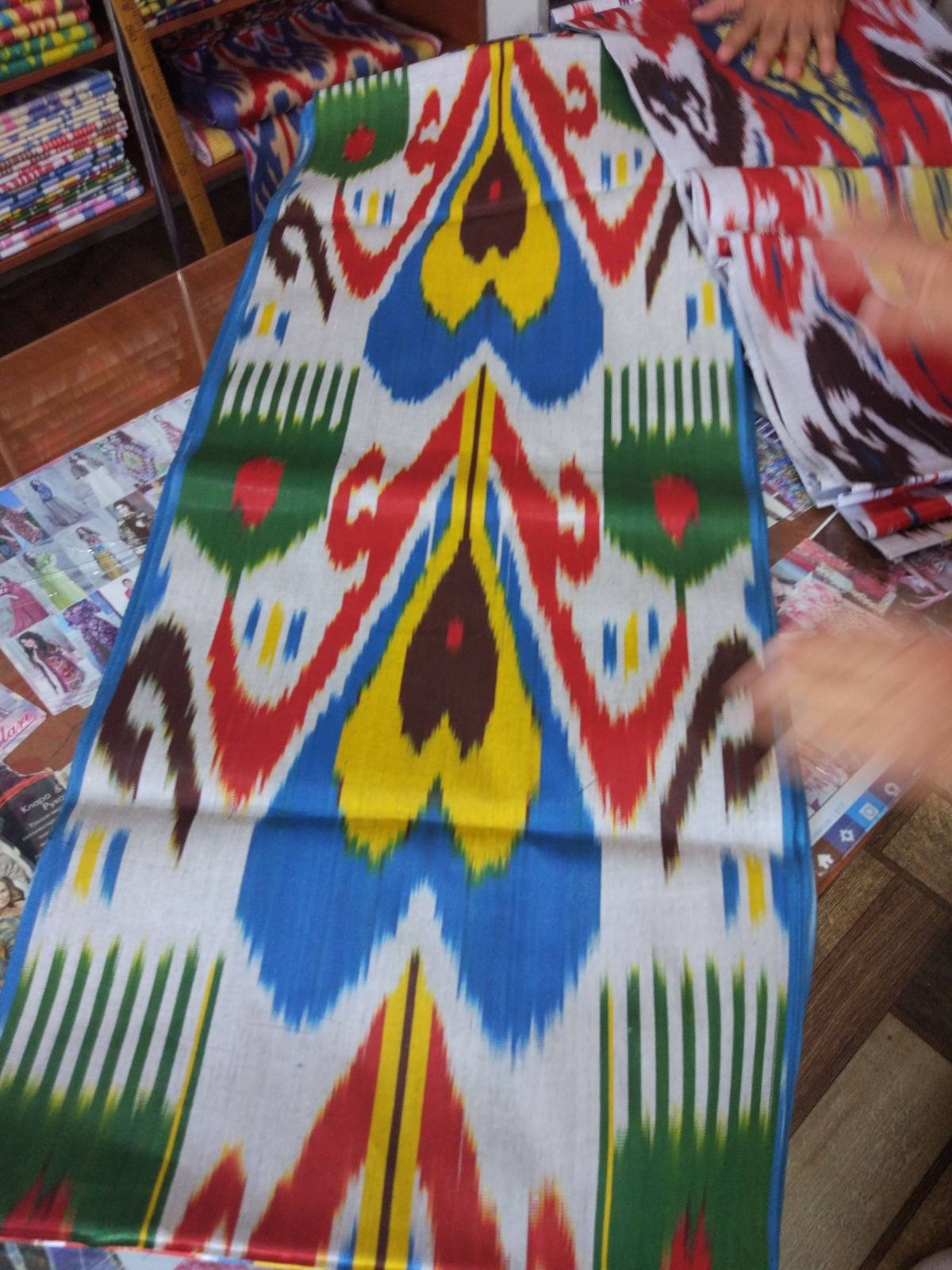
Adras aus Usbekistan, 2020

Die Muster werden in der Ikat-Technik – in Zentralasien abrbandi (tadsch. aбрбандӣ, von абр ‚Wolke‘) genannt – hergestellt, bei der abgebundene Kettfadenbündel (livit) aus Seide vor dem Weben in verschiedenen Farben eingefärbt werden. Dazu werden Kettfäden in 200 bis 300 Meter lange Bündel gebunden. Die Anzahl der Fäden in jedem livit hängt von der Breite und Dichte des geplanten Gewebes ab. Die Bündel werden auf zwei Querstangen im Abstand von 1,40 bis 2,25 Metern gespannt, abhängig von der Länge des gewünschten Musters. Speziell ausgebildete Künstler übertragen das Motiv zeichnerisch auf die Bündel und binden dann die Stellen, die nicht gefärbt werden sollen, mit einem Band ab. Dieser Vorgang wird für jede Farbe wiederholt.
Die Muster unterscheiden sich regional, sie reichen von geometrischen Formen über Blumen, tierähnliche Wesen und Haushaltsgegenstände in satten Farben. Die vielfarbigen Muster heißen tirikamon (Regenbogen), bakhor (Frühling) oder auch chaman (Erblühen). Für Buchara beispielsweise sind die Motive daira gul (Tamburin), lola gul (Tulpe) und kutch karagul (Widderhorn) typisch. Das Muster ist in drei Längsreihen angeordnet, mit Rot und Gelb auf weißem Hintergrund.

## Geschichte

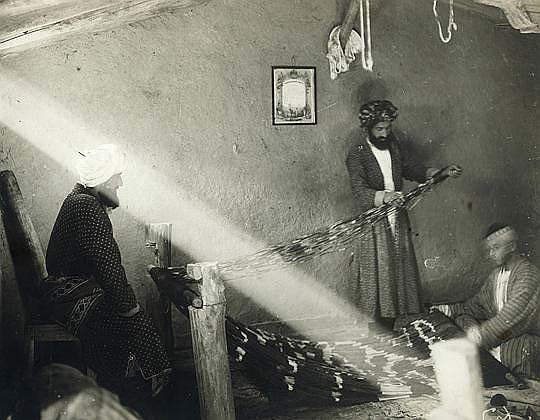
Überprüfen der gefärbten Kettfäden, Tadschikistan, frühes 20. Jahrhundert

Schriftquellen arabischer und persischer Historiker weisen darauf hin, dass bereits im frühen Mittelalter in den Oasen von Buchara, Merw, Samarqand und anderen Orten in Choresmien gewebt wurde. Vom 6. bis ins 9. Jahrhundert bestanden die über die Seidenstraßen exportierten, aufwändig gemusterten zandanechi (d. h. aus Zandana bei Buchara) vollständig aus Seide, danach verbreiteten sich auch Mischgewebe aus Seide und Baumwolle.
Vom 18. bis ins frühe 20. Jahrhundert erreichte die Webkunst in Zentralasien (u. a. in Buxoro, Samarqand, Chudschand, Namangan, Margʻilon) einen Höhepunkt, es wurden Papierstoffe (kalami, alocha, chit), Halbseiden (Adras, bekasab, banoras, duruya, yakruya, bahmal) und Seiden (Atlas, shoi) hergestellt. Durch die russische Kolonialherrschaft stieg im späten 19. Jahrhundert die Nachfrage nach Seiden- und Halbseidenstoffen stark an. Buchara wurde in der zweiten Hälfte des 19. Jahrhunderts neben Chudschand zum Hauptproduktionsort von Adras, das als tadschikischen Ursprungs galt. Adras und das gestreifte Ikat-Gewebe bekasab erfuhren weite Verbreitung bis nach Russland und Xinjiang, die Muster galten als modisch. Sie wurden in Ripsbindung gewebt und hatten aufgrund der dickeren Baumwoll-Schussfäden eine charakteristische gerippte Struktur und einen dicken Saum. Im „russischen Manchester“ Iwanowo wurden die usbekischen Motive vielfach nachgeahmt.
Durch ein Mangel an industriell hergestellten Textilien in den 1920er Jahren erlebte die Handweberei mit Baumwollen einen erneuten Aufschwung. Von 1934 bis in die 1980er Jahre hinein siedelten sich Textilfabriken in Taschkent, Samarqand und Margʻilon an und verdrängten die Handweberei zunehmend.

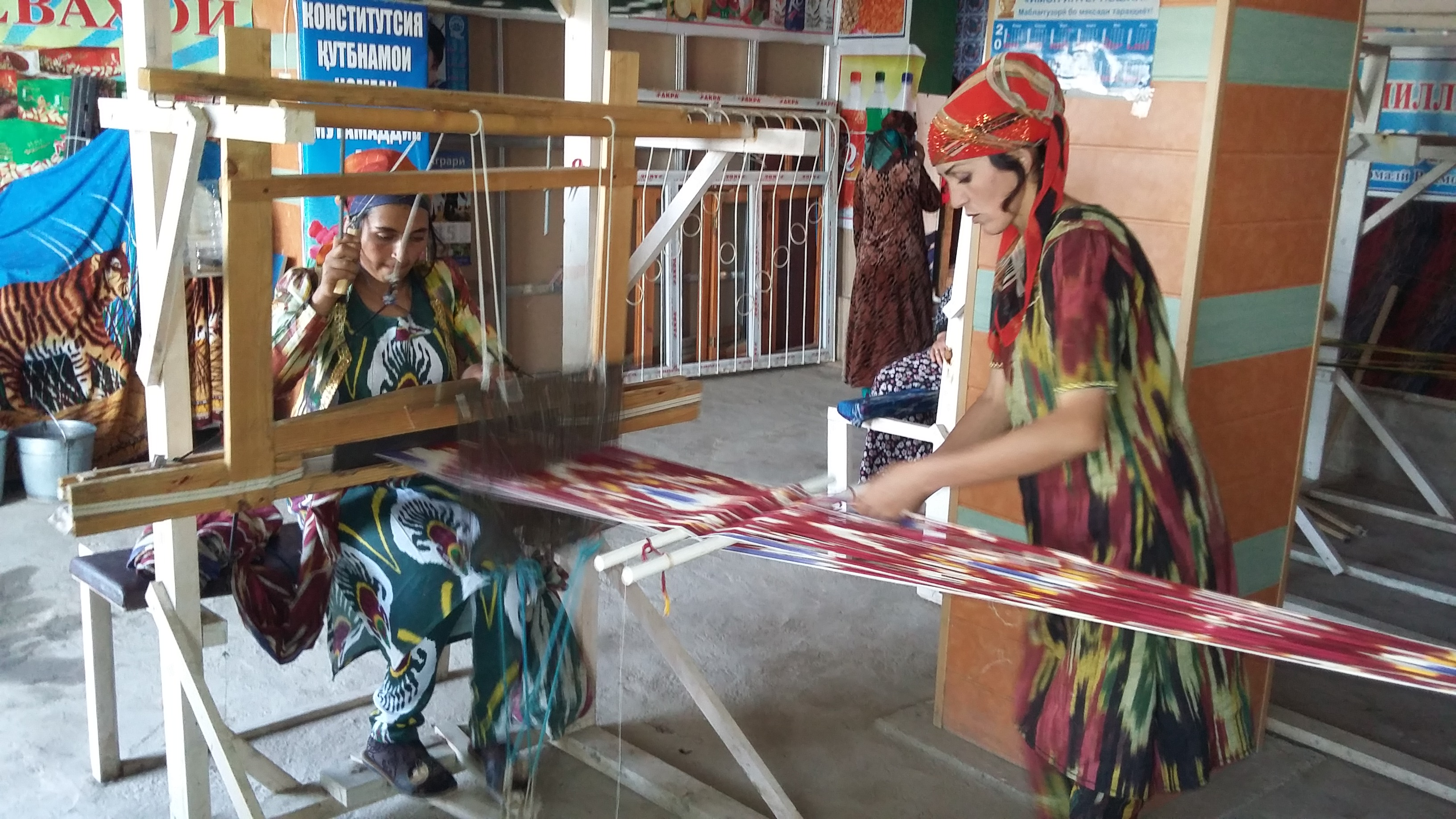
Adrasweberei in Tadschikistan, 2016

In neuerer Zeit findet in Tadschikistan regelmäßig ein Festival für Adras und Atlas statt. In Usbekistan wird alle zwei Jahre in Buchara das Festival „Seide und Gewürze“ abgehalten, bei dem auch Adras präsentiert wird.
Die Praxis des usbekischen Margʻilon Craft Centers zur Herstellung von Atlas- und Adras-Stoffen auf traditionelle Weise wurde im Jahr 2017 von der UNESCO in das Register guter Praxisbeispiele des immateriellen Kulturerbes der Menschheit aufgenommen. 2023 wurden diese Traditionen auf Antrag Tadschikistans in die UNESCO-Liste des immateriellen Kulturerbes der Menschheit aufgenommen.